# Тушканиха (Кузьминский сельсовет)
Тушканиха — упразднённый поселок в Змеиногорском районе Алтайского края. Входил в состав Кузьминского сельсовета. Исключен из учётных данных в 1981 году.

## География
Располагался в истоке реки Тушканиха (приток реки Таловки), в 3,5 км юго-западу от села Никольск.

## История
Основан в 1922 г. В 1928 г. состоял из 48 хозяйств. В административном отношении входил в состав Никольского сельсовета Змеиногорского района Рубцовского округа Сибирского края.

## Население
В 1926 г. в посёлке проживало 309 человек (147 мужчин и 162 женщины), основное население — украинцы.